# (32603) Ariaeppinger
2001 QL199 (asteroide 32603) é um asteroide da cintura principal. Possui uma excentricidade de 0.07997440 e uma inclinação de 8.58683º.
Este asteroide foi descoberto no dia 22 de agosto de 2001 por LINEAR em Socorro.